# Partido Comunista de la República Socialista Soviética de Turkmenistán
El Partido Comunista de la República Socialista Soviética de Turkmenistán (en ruso: Коммунисти́ческая па́ртия Туркменской ССР, abreviado como КП ТуССР, en turcomano: Туркмен ССР Коммунистик партияаси) era la rama a nivel regional del Partido Comunista de la Unión Soviética en la RSS de Turkmenistán, una de las repúblicas constituyentes de la Unión Soviética. 

## Historia
En 1903 se fundó el primer grupo socialdemócrata transcaspio en Kizyl-Arvat, compuesto por un total de 25 trabajadores ferroviarios. Un año después, se creó otro grupo socialdemórcrata en Asjabad. En febrero de 1907 se celebró la conferencia transcaspia del POSDR, donde se estableció un comité regional transcaspio del partido. Muchos bolcheviques fueron arrestados por las autoridades zaristas, hasta la Revolución de Febrero, después de la cual, sin embargo, los bolcheviques se vieron obligados a permanecer junto a los mencheviques en las organizaciones locales del partido. Tras la Revolución de Octubre, los bolcheviques se separaron definitivamente y las organizaciones socialistas crecieron y aumentaron su influencia, formándose organizaciones en otras ciudades como Chardzou, Merv, Krasnovodsk y Kazandzhik, entre otras. La organización de Asjabad fue la que realizó la mayor parte del trabajo, creando el primer periódico socialista en Asia Central. Durante el invierno de 1917 a 1918, los bolcheviques transcaspios establecieron un gobierno de Sóviets. Durante la intervención del Movimiento Blanco en conjunto con los británicos en 1918, el partido siguió operando clandestinamente, consiguiendo derrotar y expulsar a todas las fuerzas blancas e intervencionistas de la región transcaspia para la primavera de 1920.
El partido fue creado el 27 de octubre de 1924, como Comité Regional del PCR (b) del Óblast Turcomano, el cual era parte de Partido Comunista (Bolchevique) de Turkestán. Un año después, en 1825, el óblast se separó como una república constituyente, por lo que el Comité se convirtió en el partido regional de la república. En febrero de 1925 se celebró su I Congreso en la ciudad de Poltoratsk, y el 20 de ese mes emitió una declaración sobre su carácter de partido oficial en la nueva república. En sus congresos se designaban los miembros del comité central, se trataban planes quinquenales y se tomaban las decisiones políticas, económicas y sociales más importantes.   
Durante la Gran Guerra Patria de entre 1941 y 1945, el Partido lanzó actividades organizativas y políticas destinadas a movilizar todos los recursos económicos y humanos de la república para derrotar al enemigo. Más de 10 mil comunistas de la república (más de la mitad de la organización del partido) pasaron al frente. Las filas del partido crecieron rápidamente. En enero de 1945, en el Partido Comunista de la RSST había unos 19,284 miembros, más que antes de la guerra. En las décadas de la posguerra, la organización del partido de la RSS de Turkmenistán lideró con éxito el mayor desarrollo de toda la industria de la república, especialmente de su producción y refinación de petróleo, de las empresas textiles y de desmotado de algodón; mientras que en la agricultura hubo desarrollo del cultivo de algodón, mejora del sistema de riego, aumento del número de cabezas de ganado, etc.
El último de los 22 congresos que celebró tuvo lugar el 17 y 18 de enero de 1981. Desde 1985 estuvo liderado por Saparmurat Niyázov. Hacia 1990 tenía alrededor de 115 000 miembros.El 16 de diciembre de 1991, tras el fallido golpe de Estado en la URSS, el partido fue disuelto por una mayoría absoluta de 450 votos en el Sóviet Supremo, siendo reemplazado por su sucesor, el Partido Comunista de Turkmenistán, el cual, sin embargo, fue ilegalizado por las autoridades. Además, se creó un nuevo partido, el Partido Democrático de Turkmenistán, el que hasta hoy se ha mantenido como partido gobernante en el país.

## Lista de Primeros Secretarios
| #  | Imagen | Nombre                            | Inicio                  | Final                   |
| -- | ------ | --------------------------------- | ----------------------- | ----------------------- |
| 1  |        | Iván Mezhlauk (1891-1938)         | 19 de noviembre de 1924 | 1926                    |
| 2  |        | Shaymardan Ibragimov (1899-1957)  | Junio de 1926           | 1927                    |
| 3  |        | Nikolái Paskutski (1894-1938)     | 1927                    | 1928                    |
| 4  |        | Grigori Aronshtam (1893-1938)     | 11 de mayo de 1928      | Agosto de 1930          |
| 5  |        | Yákov Popok (1894-1938)           | Agosto de 1930          | 15 de abril de 1937     |
| 6  |        | Anna Mujamédov (1900-1938)        | Abril de 1937           | Octubre de 1937         |
| 7  |        | Yákov Chubin (1893-1956)          | Octubre de 1937         | Noviembre de 1939       |
| 8  |        | Mijaíl Fonin (1905-1974)          | Noviembre de 1939       | Marzo de 1947           |
| 9  |        | Shadzha Batyrov (1908-1965)       | Marzo de 1947           | Julio de 1951           |
| 10 |        | Sujan Babáyev (1910-1995)         | Julio de 1951           | 14 de diciembre de 1958 |
| 11 |        | Dzhuma Karáyev (1910-1960)        | 14 de diciembre de 1958 | 4 de mayo de 1960       |
| 12 |        | Balysh Ovézov (1915-1975)         | 13 de junio de 1960     | 24 de diciembre de 1969 |
| 13 |        | Muhammetnazar Gapúrov (1922-1999) | 24 de diciembre de 1969 | 21 de diciembre de 1985 |
| 14 |        | Saparmurat Niyázov (1940-2006)    | 21 de diciembre de 1985 | 16 de diciembre de 1991 |

## Congresos y Conferencias
| Reunión        | Fecha                          | Lugar      |
| -------------- | ------------------------------ | ---------- |
| I Congreso     | 14 al 19 de febrero de 1924    | Poltoratsk |
| II Congreso    | 3 al 9 de diciembre de 1925    | Poltoratsk |
| III Congreso   | 15 al 22 de noviembre de 1927  | Asjabad    |
| IV Congreso    | 2 al 10 de enero de 1929       | Asjabad    |
| V Congreso     | 8 al 14 de junio de 1930       | Asjabad    |
| VI Congreso    | 10 al 15 de enero de 1934      | Asjabad    |
| VII Congreso   | 7 al 16 de julio de 1938       | Asjabad    |
| VIII Congreso  | 20 al 25 de febrero de 1939    | Asjabad    |
| IX Congreso    | 11 al 17 de marzo de 1940      | Asjabad    |
| X Congreso     | 18 al 22 de agosto de 1950     | Asjabad    |
| XI Congreso    | 20 al 23 de septiembre de 1952 | Asjabad    |
| XII Congreso   | 13 al 15 de febrero de 1954    | Asjabad    |
| XIII Congreso  | 20 al 22 de enero de 1956      | Asjabad    |
| XIV Congreso   | 18 al 20 de enero de 1958      | Asjabad    |
| XV Congreso    | 19 al 20 de enero de 1959      | Asjabad    |
| XVI Congreso   | 16 al 17 de febrero de 1960    | Asjabad    |
| XVII Congreso  | 12 al 14 de septiembre de 1961 | Asjabad    |
| XVIII Congreso | 26 al 27 de diciembre de 1963  | Asjabad    |
| XIX Congreso   | 24 al 25 de febrero de 1966    | Asjabad    |
| XX Congreso    | 19 al 20 de febrero de 1971    | Asjabad    |
| XXI Congreso   | 23 al 24 de enero de 1976      | Asjabad    |
| XXII Congreso  | 16 al 17 de enero de 1981      | Asjabad    |
| XXIII Congreso | 17 al 18 de enero de 1986      | Asjabad    |
| XXIV Congreso  | 11 al 12 de mayo de 1990       | Asjabad    |
| XXV Congreso   | 16 de diciembre de 1991        | Asjabad    |